# رقیب (فیلم ۱۳۵۴)
رقیب فیلمی به کارگردانی اسماعیل پورسعید و نویسندگی احمد نجیب‌زاده محصول سال ۱۳۵۴ است.

## خلاصه داستان
علی و جلیل رحمت طلب والدین خود را در حادثه‌ای از دست می‌دهند و تنها می‌مانند…

## بازیگران
- منوچهر وثوق
- شورانگیز طباطبایی
- بهمن مفید
- علی اکبر مهدوی فر
- روح‌اله مفیدی
- شهناز
- فرید فرهادپور
- ارن ترود
- مرشدی
- فاضل
- علی دهقان
- حسین صفاریان
- علی آزاد
- مهدی
- اکبر اصفهانی
- پروین ملکوتی
- پروین سلیمانی